# متفطرة ميكروتي
متفطرة ميكروتي
- واحدة من المتفطرات التي تنتمي إلى معقد متفطرة سلية.[1]